# Mur-de-Sologne
Mur-de-Sologne – miejscowość i gmina we Francji, w Regionie Centralnym, w departamencie Loir-et-Cher.
Według danych na rok 1990 gminę zamieszkiwały 1054 osoby, a gęstość zaludnienia wynosiła 21 osób/km² (wśród 1842 gmin Centre, Mur-de-Sologne plasuje się na 372. miejscu pod względem liczby ludności, natomiast pod względem powierzchni na miejscu 79.).